# Flughafen Florø

i8
i11
i13
Der Flughafen Florø (norwegisch Florø lufthamn, IATA-Code: FRO, ICAO-Code: ENFL) ist ein westnorwegischer Flughafen. Er liegt an der Atlantikküste, rund zwei Kilometer südlich der Stadt Florø. Betreiber des Flughafens ist das norwegische Staatsunternehmen Avinor.
Der Flughafen Florø wird derzeit nur von den Regionalfluggesellschaften DAT und Widerøe angeflogen. Direkte Linienflugverbindungen gibt es nach Bergen und Oslo. Zusätzlich gibt es vereinzelt Flüge nach Sandane und Sogndal. (Stand April 2023) Zusätzlich besteht regelmäßiger Helikopterverkehr zu Bohrinseln in der Nordsee.
Hier besteht seit 2009 ein Detachment der 330. Skvadron des Redningshelikoptertjenesten der Luftforsvaret. Das hiesige SAR-Detachment war bis 2017 mit Sea King Mk.43 Rettungshubschraubern ausgerüstet und fliegt ab 2024 die AW101 Mk612 „SAR Queen“. Übergangsweise war hier in den Jahren 2017 bis 2024 ein ziviler AS332L1 Super Puma-Rettungshubschrauber von CHC Helikopter Service stationiert.